# Заболотье (озеро, Витебская область)
За́болотье (бел. За́балацце) — озеро в Лепельском районе Витебской области Белоруссии. Через озеро протекает река Зеха.

## Описание
Озеро Заболотье располагается приблизительно в 11,5 км к северо-западу от города Лепель и в 1,3 км к северо-западу от деревни, также носящей название Заболотье.
Площадь зеркала составляет 0,04 км², длина — 0,4 км, наибольшая ширина — 0,15 км. Длина береговой линии — 0,95 км.
Котловина вытянута с юго-запада на северо-восток. Река Зеха втекает на западе и вытекает на северо-востоке. Выше по течению Зехи расположено озеро Пышно, ниже — озеро Озерцы.
В озере обитают лещ, щука, плотва, окунь, линь и другие виды рыб.